# Кузнецов, Владимир Дмитриевич (физик, 1887)
Влади́мир Дми́триевич Кузнецо́в (30 апреля (12 мая) 1887, Миасский завод, Оренбургская губерния — 13 октября 1963, Томск) — советский физик.
Профессор, академик АН СССР (1958), Герой Социалистического Труда (1957), заслуженный деятель науки РСФСР (1934), лауреат Сталинской премии (1942).

## Биография
Из семьи купца-промышленника.
Владимир Кузнецов окончил Петербургский университет в 1910 году с дипломом первой степени.
С 1910 по 1911 годы учился в Санкт-Петербургском политехническом институте, где за год получил зачёты по основным дисциплинам и спецкурсам.
С 1911 года работал в Томске, преподавал в Томском технологическом институте и на Сибирских высших женских курсах. С 1917 года — в Томском университете. С 25 июня по 1 сентября 1922 был временно исполняющим обязанности ректора университета. Заведующий кафедрой геофизики Томского университета (1921), профессор кафедры физики (1921), исполняющий обязанности декана (1923), декан (1924—1926, 1933—1936) физико-математического факультета Университета.
Магистр физики (1922), доктор физико-математических наук (1934).
В 1930 году — заведующий кафедрой физики медицинского факультета, в 1937 — заведующий кафедрой теоретической физики,
в 1938 — заведующий кафедрой экспериментальной физики, с 1939 по 1963 год — заведующий кафедрой металлофизики. Декан физического факультета (1949—1950).
В 1929 году возглавил организованный по его инициативе Сибирский физико-технический институт. Директор института (1929—1933, 1937—1960).
При организации Сибирского отделения АН СССР на первых выборах 28.03.1958 года избран действительным членом АН СССР.

## Научная работа
Основные работы посвящены изучению свойств твёрдых тел и явлений, происходящих в них при технологической обработке, изучению поверхностной энергии, твёрдости и др. свойств кристаллов, внутреннего трения в твёрдых телах, пластичности и прочности металлических моно- и поликристаллов, механизма кристаллизации и рекристаллизации, внешнего трения и износа металлов и сплавов, обработки металлов резанием. Разработка основ физической теории резания, теоретическое доказательство и экспериментальное подтверждение возможности скоростного резания металлов.

### Научные труды
- Физика твёрдого тела, 2 изд., т. 1—5. — Томск, 1937—49 (с соавторами).
- Кристаллы и кристаллизация. — М., 1954.
- Поверхностная энергия твёрдых тел. — М., 1954.
- Наросты при резании и трении. — М., 1956.

#### Статьи
- Кузнецов В. Д. Распределение потенциала в слое жидкого диэлектрика // Известия Томского Технологического Института [Известия ТТИ]. — 1923. — Т. 43. — С. 30—42.
- Кузнецов В. Д. Электропроводность чистого толуола // Известия Томского Технологического Института [Известия ТТИ]. — 1924. — Т. 45, вып. 1—3. — С. 37—45.
- Кузнецов В. Д. О влиянии температуры на внутреннее трение твёрдых тел // Известия Томского Технологического Института [Известия ТТИ]. — 1925. — Т. 46, вып. 3. — С. 42—50.

## Награды
- Герой Социалистического Труда (1957)
- Орден Ленина (1957)
- Орден Ленина (1954)
- Орден Ленина (5 ноября 1944) — за выдающиеся заслуги в деле подготовки специалистов для народного хозяйства и культурного строительства
- Сталинская премия II степени (10 апреля 1942) — за научный труд «Физика твердого тела», опубликованный в 1941 году
- Орден Святого Станислава III степени (1917)
- Медаль «За доблестный труд в Великой Отечественной войне 1941—1945 гг.»

## Память
Похоронен на Южном кладбище Томска.
В Томске в честь Владимира Кузнецова названы улица и Сибирский физико-технический институт.